# Economia postindustriale
Un'economia postindustriale è un periodo di crescita all’interno di un sistema economico dell'importanza del settore terziario, dell'informazione e della ricerca, mentre l'importanza relativa del settore manifatturiero si riduce.
Questi tipi di economie sono caratterizzate da un settore manifatturiero in declino a causa della deindustrializzazione, e da un settore dei servizi molto sviluppato, nonché da un aumento della quantità di tecnologia dell'informazione, che spesso porta a un'"era dell'informazione". L’aspetto industriale di un’economia postindustriale viene scaricato alle nazioni meno sviluppate che basano il proprio sistema economico sull'economia industriale, producono ciò che è necessario a costi inferiori, questo processo è definito "esternalizzazione". Questo fenomeno è tipico delle nazioni Occidentali come il Regno Unito (prima nazione industrializzata), gran parte dell’Europa occidentale e gli Stati Uniti.